# 桨尾丝蟌
桨尾丝蟌（学名：Lestes sponsa）也作绿尾丝蟌、处女丝蟌、艳丽丝蟌，是广泛分布于古北界地区的一种豆娘。雌雄两性均具有金属光泽绿色和棕色翅斑。栖息于有水生植物的水池附近。它的翅膀通常是半张开的。